# ديوك روبنسون
ديوك روبنسون (بالإنجليزية: Duke Robinson)‏ هو لاعب كرة قدم أمريكية أمريكي، ولد في 10 أكتوبر 1986 في أتلانتا في الولايات المتحدة.

## وصلات خارجية
- ديوك روبنسون على موقع مرجع كرة القدم المحترفة.كوم (الإنجليزية)